# Кели Трамп
Кели Трамп (енгл. Kelly Trump), рођена као Никол Хејка 27. августа 1970. у Ботропу, немачка је порнографска глумица. Позната је углавном у немачкој продукцији (Multimedia Verlag), али је глумила и у неколико америчких филмова (Wicked Pictures). Њени филмови су издати на DVD-има и у Србији.

## Биографија
Детињство и младост провела је у Гелзенкирхену. Прво је започела обуку за зубног помоћника, али је прекинула из породичних разлога. У недостатку новца, запошљава се као конобарица и „го-го“ плесачица. 1994. добија позив да сними филм Опасни снови (Dangerous Dreams) за који није знала одмах да ће бити порнографски, али кад је сазнала то није утицало на њену донету одлуку. Од 1995. почиње своју инострану каријеру, глумећи код режисера као што су Џо Д’Амато (Joe D’Amato, Италија), Џон Лесли (John Leslie, САД) и Марк Дорсел (Marc Dorcel, Француска). Године 1997. потписује уговор у својој домовини са студијем Multimedia Verlag и од тада почиње њена популарност.
Учествовала је и у неколико реалити-шоу емисија на немачкој телевизији RTL.

## Награде
- 1995: Бриселски сајам еротике, „Најбоља глумица“
- 1997: Бриселски сајам еротике, „Најбоља глумица“
- 1997: Венерина награда, „Најбоља немачка глумица“
- 1999: Венерина награда, „Најбоља немачка глумица“
- 2001: Венерина награда, „Најбоља немачка глумица“